# Electorale Actie van Polen in Litouwen
De Electorale Actie van Polen in Litouwen (afkorting: LLRA, Litouws: Lietuvos lenkų rinkimų akcija, Pools: Akcja Wyborcza Polaków na Litwie (AWPL)) is een Litouwse politieke partij, opgericht op 28 augustus 1994 uit de Związek Polaków na Litwie, de Vereniging van Polen in Litouwen, zelf opgericht in 1990.
Lietuvos lenkų rinkimų akcija wordt gezien als een centrumrechtse partij die voornamelijk de belangen van de Poolse minderheid in Litouwen (circa 7% van de totale bevolking) bewaakt en ideologisch geplaatst kan worden als verdediger van christendemocratie.
Bij de eerste parlementsverkiezingen na de oprichting behaalde de partij de kiesdrempel van 5% niet en kon geen volksvertegenwoordigers afvaardigen naar de Seimas. Bij de Europese Parlementsverkiezingen in 2009 haalde de partij 8,2% en een eerste zetel in het EP. Bij de parlementsverkiezingen van 2012 werd de kiesdrempel van 5% overschreden met een uitslag van 5,83%. Dit leverde de partij acht zetels op in de Seimas. Tussen 2012 en 2014 maakte de partij deel uit van de regering-Butkevičius. In augustus 2014 stapte de partij eruit.
De verkiezingen van oktober 2016 leverden weer acht zetels op. In juli 2019 trad Electorale Actie van Polen in Litouwen, die al gedoogsteun gaf aan de minderheidsregering van Saulius Skvernelis, tot het kabinet toe. Bij de verkiezingen van 2020 haalde de partij de kiesdrempel niet, maar werden toch drie leden gekozen in de districten. Ook in 2024 kreeg de partij drie zetels.